# Mustafa Abdul Jalil
Mustafa Muhammad Abdul Jalil (arabiska: مصطفى محمد عبد الجليل, Muṣṭafā Muḥammad ʿAbd al-Ǧalīl), född 1952 i Bayda, är en libysk politiker som var ledare och ordförande för det Nationella övergångsrådet från den 5 mars 2011 till den 8 augusti 2012. Som ordförande var han de facto Libyens statschef.
Han var justitieminister i Libyen under Muammar al-Gaddafi men valde under upproret i Libyen 2011 att byta sida och ansluta sig till rebellerna. Den 22 februari 2011 gav han en intervju i tidningen Expressen där han påstod att Gaddafi hade legat bakom Lockerbieaffären. Den 26 februari 2011 rapporterades det att han utsetts till ledare för det Nationella libyska rådet.
Den 8 augusti 2012 lämnade övergångsrådet över makten till de civilt och demokratiskt valda parlamentet. Mohammed Ali Salim är som ordförande för parlamentet tillförordnad statschef och parlamentet ska inom kort välja landets statschef och regeringschef.